# Battaglia di Mimaomote
L'assedio del castello di Okamoto, o battaglia di Mimaomote, avvenne nel 1579 quando Chōsokabe Motochika, dopo aver unificato la provincia di Tosa sotto il suo controllo, iniziò la sua campagna per l'unificazione dell'isola di Shikoku sotto il suo controllo. Hisatake Chikanobu guidò una forza di 7 000 uomini nella provincia di Iyo e mise sotto assedio il castello di Okamoto, il quale era governato da Doi Kiyoyoshi, affiliato al clan Saionji. L'assedio si protasse per lungo tempo e dopo l'uccisione di Chikanobu le forze Chōsokabe si ritirarono.